# Евелина Мамбетова
Евелина Мамбетова (на кримскотатарски: Evelina Zamir qızı Mambetova, на украински: Евеліна Мамбетова) е супермодел от кримотатарски произход.

## Биография
Тя е родена на 28 февруари 1991 г. в град Евпатория, автономна република Крим, Украинска ССР. Баща ѝ е бизнесмен, а майка ѝ е собственик на салон за красота.

### Кариера
През 2008 г. тя подписва с Supreme Management и през септември същата година дебютира за пролетната Седмица на модата в Ню Йорк на модните ревюта на Филип Лим и Марк Джейкъбс. Същия месец тя се появява пред погледа на Джеръми Лаинг, Ричард Чай и Вера Уанг и се превръща в отличаваща се звезда в Women's Wear Daily. Тя се появи на конкурси в Moschino Cheap & Chic, Sportmax, Issey Miyake, Sonia Rykiel и Yohji Yamamoto в Милано и Париж.